# Escuela del Bidasoa

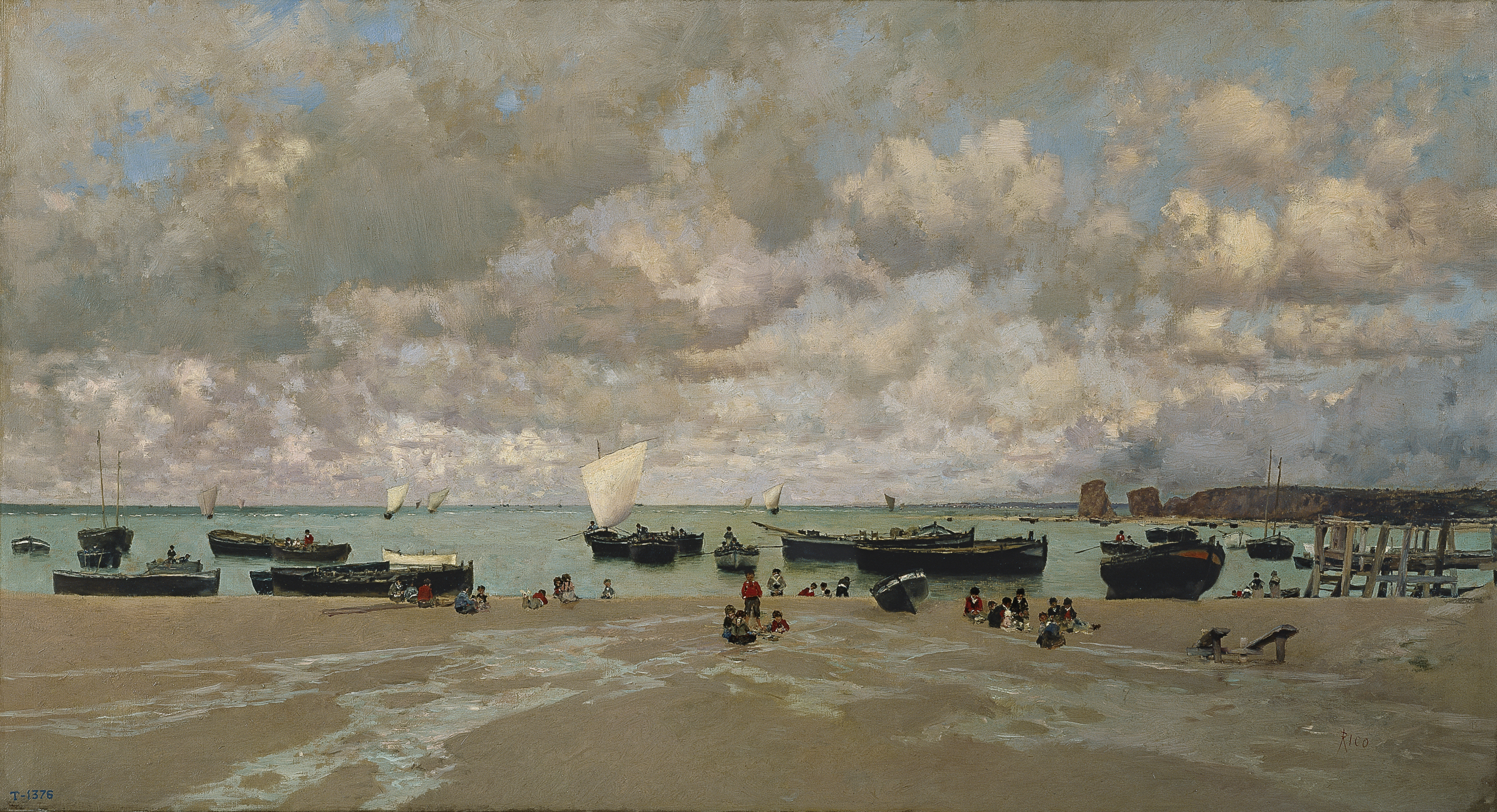
Martín Rico: La desembocadura del Bidasoa (1865). Museo del Prado.

La escuela del Bidasoa se configuró entre 1895 y 1919 y agrupa a una sucesión de pintores que trabajaron con espíritu plenairista en el entorno geográfico del río que le da nombre. Se mantuvo de manera activa y sin interrupciones hasta la muerte de su catalizador, el pintor Gaspar Montes Iturrioz, ya al final del siglo XX.

## Evolución histórica
La actividad paisajística que sirvió de soporte al grupo estético, estuvo focalizada en sus primeros años en la desembocadura del Bidasoa. El río, como eje argumental, atrajo a sus riberas a pintores tan dispares como Darío de Regoyos (en la zona de Irún), Daniel Vázquez Díaz (durante sus estancias en Fuenterrabía) y a Ricardo Baroja (vecino de Vera de Bidasoa, ya en el tramo medio del río).
Catalogados como precursores (o "primera generación de la escuela del Bidasoa") se anotan al menos cuatro pintores, seguidores de las tendencias costumbristas y vagamente impresionistas de la época, en España: José Salís Camino (Santoña,1863 - Irún,1927), Vicente Berrueta Iturralde (Irún, 1873 – 1909), Javier Ciga Echandi (Pamplona, 1877 - 1960) y Francisco Echenique Anchorena (Elizondo, 1880 – 1948).
Como órgano o círculo artístico más concreto, la Escuela del Bidasoa se formó en Irún en un momento histórico que fundió el impulso creativo de algunos artistas y la actitud liberal de la sociedad en el País Vasco, con el deseo por descubrir parajes vírgenes de la geografía vasco-navarra. Este grupo impulsor, estructuralmente considerado "segunda generación del Bidasoa", incluyó a: Bernardino Bienabe Artía (Irún, 1899 - Echalar, 1987), Gaspar Montes Iturrioz (Irún, 1901 - 1998), Ignacio Echandi (San Sebastián, 1912 - 1953), Julio Caro Baroja (Madrid, 1914 - Vera, 1995), Juan Larramendi Arburua (Vera,1917-2005) y Menchu Gal (Irún,1919 - San Sebastián, 2008). Considerándose a Montes Iturrioz como tronco y a Larramendi y Gal como sus 'extremidades'.
Un precedente en la España de finales del siglo XIX había sido la escuela paisajística de Olot en Cataluña, y círculos similares, casi contemporáneos a la del Bidasoa, fueron la Colonia artística de Muros de Nalón, en Asturias y la escuela de Alcalá de Guadaíra, en Andalucía.
En todas ellas, con mayor o menor voluntad y conciencia de grupo, se desarrollaron tímidas escuelas paisajistas, a imagen y semejanza de otras que en la época se estaban creando en Europa y América. Todas ellas seguían el ejemplo de la escuela de Barbizon, en los bosques de Fontainebleau próximos a París, cuna de la pintura impresionista y el plenairismo militante.

## Generaciones pictóricas posteriores a la guerra civil española
A partir de 1938 Montes Iturrioz ("el franciscano del Bidasoa") instruyó a un buen número de discípulos sin poder evitar comunicar a muchos de ellos su pasión por la pintura de paisajes en general y el estuario del río Bidasoa en particular. Algunos de ellos se encontrarían entre los pintores agrupados como "tercera generación de Bidasoa": 
- Enrique Albizu Perurena (Valencia,1926)
- Elías Garralda Alzugaray (Lesaca, 1926-Olot, 2012)
- José Gracenea Aguirregomezcorta (Irún,1927)
- José María Apezetxea (Errazu, 1927)
- Ana María Marín (Elizondo,1933)
- Froilán Celada Manzanedo (Irún, 1942)
- José Mensuro (Madrid, 1935)
- Amaya Hernandorena Albea (1936)
- Juan Mari Navascués (San Sebastián)
- Jesús Montes Iribarren (Irún, 1940)
- Ana Izura Eguiguren (Tafalla, 1943)
- Ana María Urmeneta (Elizondo,1944)
- José Luis Noáin Cendoya (Madrid, 1944)
- Javier Sagarzazu Garaicoechea (Fuenterrabía,1946)
- Juan Carlos Olaechea (Vera, 1946).

También pueden integrarse en esta generación plenairistas de visita en el valle del Bidasoa-Baztán como: Ismael Fidalgo Blanco (seguidor del estilo de Vázquez Díaz), los vizcaínos Alberto Gómez Echarte y Marcelino Bañales, y los guipuzcoanos Eloy Erenchun y José María Rezola.
El espíritu de la escuela del Bidasoa aún se continuó en pintores de la segunda mitad del siglo XX, o su "cuarta generación"[cita requerida]: 
- Tomás Sobrino Habans (Elizondo, 1953)
- Xabier Soubelet (Lapurdi, 1953)
- Iñigo Arzac Vesga (Fuenterrabía, 1954)
- Kepa Arizmendi (Elizondo, 1957-Bayona, 2009)
- Fernando Gorostidi (Elizondo, 1958)
- Leopoldo Ferrán Muñoz (Irún, 1963).